# Evansville (Wyoming)
Evansville è un centro abitato (town) degli Stati Uniti d'America, situato nella Contea di Natrona nello Stato del Wyoming. Nel censimento del 2000 la popolazione era di 2.255 abitanti. Appartiene all'area metropolitana di Casper.

## Geografia fisica
Secondo i rilevamenti dell'United States Census Bureau, la località di Evansville si estende su una superficie di 6,8 km², tutti occupati da terre.

## Popolazione
Secondo il censimento del 2000, a Evansville vivevano 2.255 persone, ed erano presenti 561 gruppi familiari. La densità di popolazione era di 339,7 ab./km². Nel territorio comunale si trovavano 918 unità edificate. Per quanto riguarda la composizione etnica degli abitanti, il 90,07% era bianco, l'1,11% era afroamericano, l'1,24% era nativo, lo 0,22% proveniva dall'Asia, il 4,43% apparteneva ad altre razze e il 2,93% a due o più. La popolazione di ogni razza ispanica corrispondeva all'8,43% degli abitanti.
Per quanto riguarda la suddivisione della popolazione in fasce d'età, il 32,1% era al di sotto dei 18, il 13,7% fra i 18 e i 24, il 28,6% fra i 25 e i 44, il 18,4% fra i 45 e i 64, mentre infine il 7,2% era al di sopra dei 65 anni di età. L'età media della popolazione era di 27 anni. Per ogni 100 donne residenti vivevano 90,5 uomini.